# Фабрика (группа)
«Фабрика» — российская женская поп-фолк-группа, сформированная в ходе проекта «Фабрика звёзд-1» и занявшая в нём второе место (победила группа «Корни»). Продюсер коллектива — Игорь Матвиенко, сопродюсер — Игорь Полонский.

## История

### 2002—2009
В декабре 2002 года главный продюсер телепроекта «Фабрика звёзд-1» Игорь Матвиенко создал женскую поп-группу. Участницами стали Ирина Тонева, Сати Казанова, Александра Савельева и Мария Алалыкина. За время работы «Фабрики звёзд-1» группа исполняла песни «Про любовь», «Ой, да», «Понимаешь» (дуэт Ирины Тоневой и Павла Артемьева). В конце года «Фабрика» заняла 2-е место.

«Практически народная музыка с очень узнаваемыми фольклорными элементами, лишённая пошлости поп-новодела. Это по-хорошему славянский гёрлз-бэнд».— журнал «Афиша».
В феврале 2003 года группа сняла клип на песню «Про любовь», а спустя некоторое время появляется сингл «Ой, мама, я влюбилась» (версия песни «Ой, да»). Песня «Про любовь» продержалась 26 недель в хит-парадах. Спустя некоторое время Мария Алалыкина узнала о своём отчислении из университета, в связи с чем в мае 2003 года после гастрольного тура покинула группу. Через некоторое время стало известно о её беременности.
В обновлённом составе группа сняла клипы на песни «Море зовёт» (совместно с исполнителем Jam), «Девушки фабричные», а в ноябре 2003 года выпустила дебютный альбом «Девушки фабричные» и получила премию «Золотой граммофон» за песню «Про любовь». В 2004 году были выпущены синглы «Отпустить любовь», «5 минут», «Рыбка» и клип на последний. В октябре Тонева, Казанова и Савельева снялись для журнала FHM. В конце года группа за песню «Лёлик» получила премии «Стопудовый хит» и «Золотой граммофон». В декабре группа снялась в клипе группы «Корни» на песню «С Новым Годом, люди!».
В 2005 году группа представила синглы «За горизонт» и «Не виноватая я» и клипы на них. Glamour присвоил «Фабрике» звание группы года. В ноябре коллектив снялся в фотосессии для журнала Maxim. В 2006 году вышел сингл «Романтика» и клип на него. В том же году состав Тонева — Казанова — Савельева снялся для обложки журнала XXL. За песню «Не виноватая я» группа получила премию «Золотой граммофон». В 2007 году вышел сингл «Зажигают огоньки» и одноимённый клип, а также новогодняя песня «Белым-белым». В этом же году «Фабрика» снялась для журнала Playboy.
В 2008 году вышел сингл «Мы такие разные», на который сняли клип. В ноябре 2008 группа выпустила второй альбом «Мы такие разные». В альбом вошли как старые песни группы с 2005 года, так и новые синглы «Облако волос», «Давай с тобой поговорим», «Je t’aime».

### 2010—2020

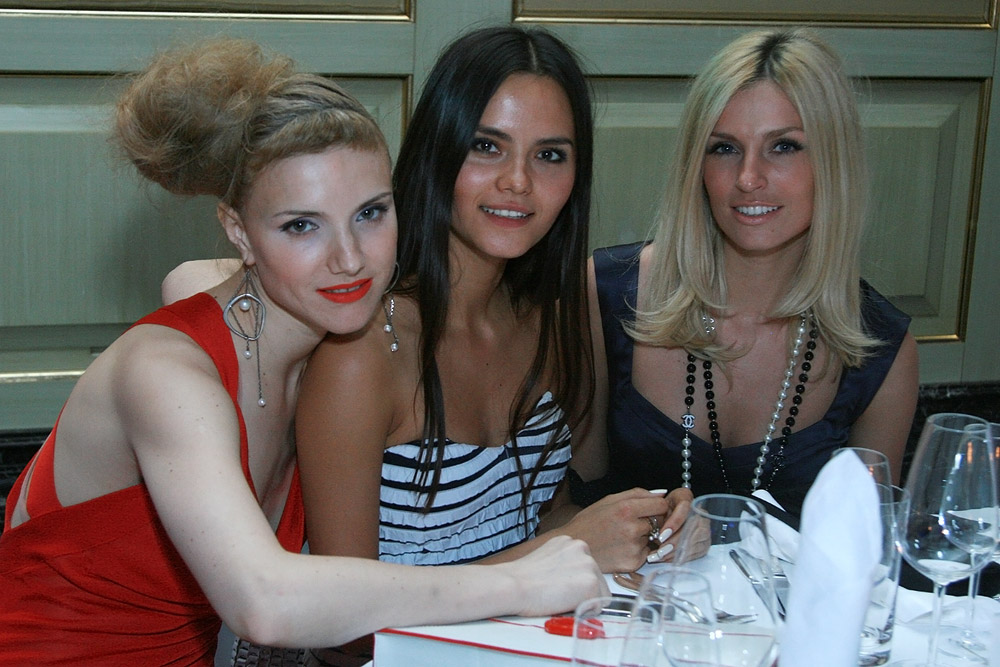
Слева направо: Ирина Тонева, Екатерина Ли, Александра Савельева (состав группы в период май 2010 — февраль 2014). 19 мая 2010 года

В мае 2010 года Сати Казанова решила заняться сольной карьерой и покинула группу. На её место пришла Екатерина Ли — бывшая солистка группы «Hi-Fi». Дебют Екатерины состоялся в клипе на песню «Али-Баба» совместно с Арашем. В начале клипа Сати символически передаёт Екатерине ключи, ознаменовывая новую эру группы. В декабре группа в обновлённом составе принимает участие в фотосессии для мужского журнала XXL.
В 2011 году коллектив участвовал в проекте «Фабрика звёзд. Возвращение» в команде Игоря Матвиенко. В проекте группа выступила с новой песней «Остановки», на которую позже был снят клип. В 2012 году вышли синглы «Она — это я» и «Фильмы о любви» и клипы на эти песни.
В июле 2013 года вышел клип на песню «Не родись красивой», на съёмках которого Екатерина Ли получила травму спины, из-за чего её участие и концертная деятельность в группе были приостановлены. Её место временно заняла Антонина Клименко. В феврале 2014 года Ли на своей странице в социальной сети сделала заявление об уходе из группы, а также о завершении артистической карьеры. В этом же месяце в группу пришла Александра Попова — участница телепроекта «Хочу V ВИА Гру». В ноябре 2014 года группа выпустила песню «Секрет», в январе 2015 года вышел клип. В сентябре 2015 года Александра Попова снялась в фотосессии для журнала Maxim. В 2015 году на юбилейной церемонии «Золотой граммофон» коллектив получил премию за песню «Лёлик». Также группа выпустила песню «Полюбила». В 2016 году вышла песня и клип «А я за тобой». В декабре 2016 года группа снялась для обложки журнала TOPBEAUTY. В феврале 2017 года вышел видеоклип на песню «Полюбила». В феврале 2017 года вышла песня «Бабочки» и на неё был снят клип. Весной 2017 года выходит 3 альбом группы  «Не родись красивой», работа над которым началась с 2011 года. В альбом вошли старые синглы группы в новых аранжировках и пару ремиксов. В мае группа вновь снялась для обложки TOPBEAUTY.
8 марта 2018 года был представлен клип «Вова Вова». 25 июня вышла песня и клип «Могла как могла».
В феврале 2019 года Александра Савельева ушла в декретный отпуск. Место третьей солистки вновь временно занимала Антонина Клименко, бывшая участница коллектива «Мобильные блондинки» и ранее записывавшая партии бэк-вокала для «Фабрики». Александра должна была вернуться в августе 2019 года, но 4 июня в Instagram она объявила об уходе из коллектива. Продюсерский центр объявил кастинг, продолжавшийся до конца лета 2019 года. В октябре 2019 года новой участницей группы стала Мария Гончарук — как и Попова, участница «Хочу V ВИА Гру». Первое публичное выступление состава прошло 2 октября 2019 года на творческом вечере Михаила Андреева. Официальный дебют Марии состоялся 26 октября на праздновании 23-летия телеканала «Муз-ТВ» в Кремле. В этом составе группа приняла участие в съёмках мюзикла «1001 ночь, или Территория любви» с песнями на стихи Михаила Гуцериева.
В марте 2020 года группа снялась для обложки журнала Maxim. 6 февраля 2020 года группа выпустила песню «Мама молодая», а 14 февраля вышел клип. 24 апреля вышли песня и клип «Позвони, будь посмелей». В сентябре коллектив получил премию Persona Awards за песню «Мама молодая». 16 октября на Авторадио трио презентовало песню «Кабы я была» в её фолк-версии. 21 октября выходит сниппет, идея которого принадлежала солистке группы Марии Гончарук. 23 октября 2020 года группа представила клип на песню. В съёмках принял участие Гоша Куценко, клип выполнен в славянском стиле. В декабре коллектив был представлен в номинации «Лучшая группа» на национальной премии «Виктория», но проиграл Little Big. В конце 2020 коллектив получает премию «Звёзды Дорожного Радио» за песню «Мама молодая».

### 2021 — настоящее время

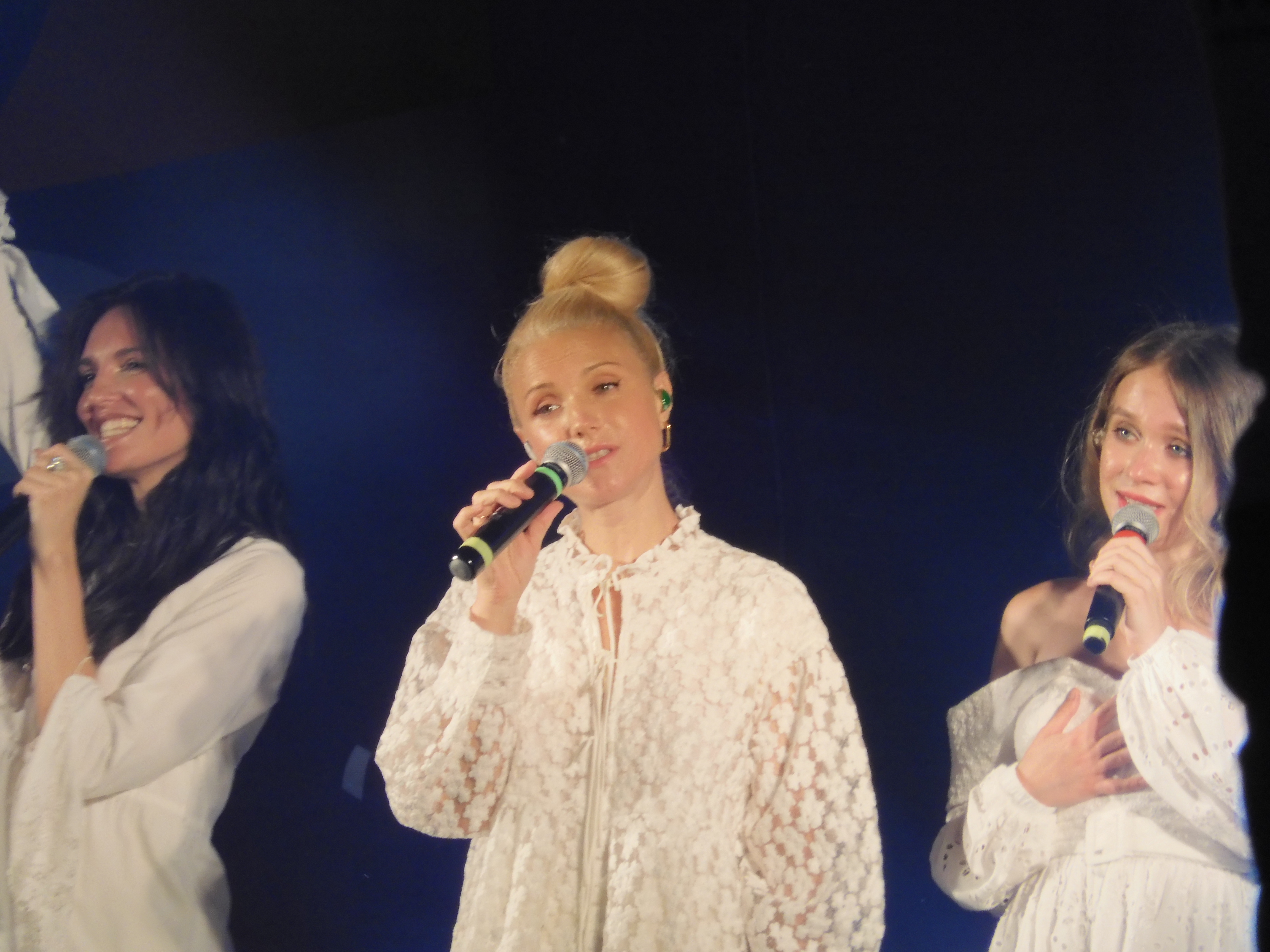
6 августа 2022 года, Йошкар-Ола

19 февраля 2021 года в Интернете появилась фотосессия нового состава группы — вместо Александры Поповой на снимках присутствовала Валерия Девятова. Коллектив ещё некоторое время продолжил работать в предыдущем составе, в последний раз появившись 8 марта 2021 года в телепередаче «Лучше всех». Одно из первых публичных появлений с Валерией произошло 30 марта 2021 года на презентации фотопроекта «Я — есть». 14 февраля 2022 года стало известно, что из-за разногласий с руководством в вопросах развития группы коллектив покинула Мария Гончарук. 8 марта 2022 группа выступила в новом составе в «Музее Победы» в Москве. Новой солисткой стала Екатерина Москалёва.
В 2022 году группа приняла участие в марафоне «Zа Россию» в поддержку нападения России на Украину.
В июле 2023 года вышел сингл и видеоклип на песню «Да здравствует Россия!» при участии Родиона Газманова, Александры Кругловой и Сергея Войтенко.
В августе 2023 на гала-концерте проекта «АвторА!» состоялась премьера песни «Дурочка-любовь». Позднее стало известно, что в версии песни для релиза приняла участие блогер Helen Yes. 2 ноября 2023 года был выпущен видеоклип на эту песню.
7 июня 2024 года группа «Фабрика» представила новую песню и клип «Любовь-карусель».

## Составы
| Период                                                     | Состав       | Состав               | Состав            | Состав          |
| ---------------------------------------------------------- | ------------ | -------------------- | ----------------- | --------------- |
| декабрь 2002 — май 2003                                    | Ирина Тонева | Александра Савельева | Сати Казанова     | Мария Алалыкина |
| май 2003 — май 2010                                        | Ирина Тонева | Александра Савельева | Сати Казанова     |                 |
| май 2010 — февраль 2014 (фактически: май 2010 — июль 2013) | Ирина Тонева | Александра Савельева | Екатерина Ли      |                 |
| (фактически: июль 2013 — февраль 2014)                     | Ирина Тонева | Александра Савельева | Антонина Клименко |                 |
| февраль 2014 — февраль 2019                                | Ирина Тонева | Александра Савельева | Александра Попова |                 |
| февраль 2019 — октябрь 2019                                | Ирина Тонева | Антонина Клименко    | Александра Попова |                 |
| октябрь 2019 — март 2021                                   | Ирина Тонева | Мария Гончарук       | Александра Попова |                 |
| март 2021 — февраль 2022                                   | Ирина Тонева | Мария Гончарук       | Валерия Девятова  |                 |
| март 2022 — настоящее время                                | Ирина Тонева | Екатерина Москалёва  | Валерия Девятова  |                 |

### Солистки
| Солистка             | Период участия         | Причина ухода                              | Заменила            |
| -------------------- | ---------------------- | ------------------------------------------ | ------------------- |
| Мария Алалыкина      | 2002 — 2003            | Замужество, беременность и принятие ислама | —                   |
| Сати Казанова        | 2002 — 2010            | Сольная карьера                            | Екатерина Ли        |
| Екатерина Ли         | 2010 — 2013            | Состояние здоровья                         | Александра Попова   |
| Александра Савельева | 2002 — 2019            | Рождение ребёнка                           | Мария Гончарук      |
| Александра Попова    | 2014 — 2021            | Сольная карьера                            | Валерия Девятова    |
| Мария Гончарук       | 2019 — 2022            | Разногласия с руководством группы          | Екатерина Москалёва |
| Ирина Тонева         | 2002 — настоящее время |                                            |                     |
| Валерия Девятова     | 2021 — настоящее время |                                            |                     |
| Екатерина Москалёва  | 2022 — настоящее время |                                            |                     |

## Дискография

### Студийные альбомы
| Год  | Название           | Состав                                                |
| ---- | ------------------ | ----------------------------------------------------- |
| 2003 | Девушки фабричные  | Ирина Тонева, Сати Казанова, Александра Савельева     |
| 2008 | Мы такие разные    | Ирина Тонева, Сати Казанова, Александра Савельева     |
| 2017 | Не родись красивой | Ирина Тонева, Александра Савельева, Александра Попова |

### Синглы
- 2002 — Про любовь (муз. И. Матвиенко — сл. М. Андреев)
- 2002 — Ой мама, я влюбилась (муз. И. Матвиенко, И. Полонский, А. Савельева — сл. А. Савельева)
- 2003 — Море зовёт (муз. И. Матвиенко — сл. И. Матвиенко, К. Арсенев)
- 2003 — Девушки фабричные (муз. И. Матвиенко — сл. А. Шаганов)
- 2003 — 5 минут (муз. И. Матвиенко — сл. Ю. Бужилова)
- 2004 — Лёлик (муз. И. Матвиенко — сл. А. Елин)
- 2004 — Рыбка (муз. И. Матвиенко — сл. И. Матвиенко)
- 2004 — Он (муз. И. Матвиенко — сл. Ю. Бужилова)
- 2005 — За горизонт (муз. И. Матвиенко, сл. П. Жагун)
- 2005 — Не виноватая я (муз. И. Матвиенко — сл. К. Арсенев)
- 2006 — Малина (муз. И. Матвиенко — сл. М. Андреев)
- 2006 — Романтика (муз. И. Матвиенко — сл. К. Арсенев)
- 2007 — Белым-белым (муз. И. Матвиенко — сл. О. Ровная)
- 2007 — Зажигают огоньки (муз. И. Матвиенко — сл. О. Ровная)
- 2008 — Мы такие разные (муз. И. Матвиенко — сл. И. Матвиенко)
- 2008 — Je t’aime (муз. С. Мезенцев — сл. С. Мезенцева)
- 2008 — Давай с тобой поговорим (муз. О. Пальчикова — сл. О. Пальчикова)
- 2009 — А любить так хочется (муз. С. Мезенцев — сл. С. Мезенцева)
- 2010 — Я тебя зацелую (муз. И. Матвиенко — сл. И. Матвиенко, И. Степанова)
- 2010 — Али-Баба (муз. Б. Буранов — сл. Б. Буранов)
- 2011 — Лодочка (муз. И. Матвиенко — сл. И. Матвиенко)
- 2011 — Остановки (муз. Л. Новых, Т. Новых — сл. Л. Новых, Т. Новых)
- 2012 — Три подружки (муз. И. Матвиенко — сл. И. Матвиенко)
- 2012 — Она — это я (муз. Е. Новых, Т. Новых — сл. А. Ивакин)
- 2012 — Фильмы о любви (муз. И. Матвиенко — сл. И. Матвиенко, К. Арсенев)
- 2013 — Не родись красивой (муз. И. Матвиенко — сл. И. Матвиенко, Д. Поллыева)
- 2014 — Секрет (муз. И. Матвиенко — сл. А. Шаганов)
- 2015 — Полюбила (муз. А. Казакова, Ю. Рябчук — сл. А. Казакова, Ю. Рябчук)
- 2016 — А я за тобой (муз. И. Степанова — сл. И. Степанова)
- 2017 — Бабочки (муз. А. Шаповалов, В. Ковтун, Ю. Левченко — сл. А. Шаповалов, В. Ковтун, Ю. Левченко)
- 2018 — Вова Вова (муз. И. Матвиенко — сл. И. Матвиенко)
- 2018 — Могла как могла (муз. Р. Киямов — сл. М. Гуцериев)
- 2019 — По мосту (муз. И. Матвиенко — сл. А. Шаганов)
- 2020 — Мама молодая (муз. И. Матвиенко — сл. И. Матвиенко)
- 2020 — Позвони, будь посмелей (муз. В. Кохана — сл. М. Гуцериев)
- 2020 — Кабы я была (муз. И. Матвиенко — сл. И. Матвиенко)
- 2022 — Снежная королева (муз. А. Сайгидова — сл. А. Сайгидова)
- 2023 — Машина «Победа» (муз. Е. Гудкова — сл. Е. Гудкова)
- 2023 — Дурочка-любовь (муз. И. Майский — сл. И. Майский)
- 2024 — Несмеяна (муз. А. Максимова — сл. А. Максимова)
- 2024 — Любовь-карусель (муз. А. Мисин — сл. М. Гуцериев)
- 2025 — Девушка русская (муз. С. Апрельский — сл. С. Апрельский)

### Клипы
| Год  | Клип                                     | Состав                                                             | Режиссёр              |
| ---- | ---------------------------------------- | ------------------------------------------------------------------ | --------------------- |
| 2003 | Про любовь                               | Ирина Тонева, Александра Савельева, Сати Казанова, Мария Алалыкина | Фёдор Бондарчук       |
| 2003 | Море зовёт                               | Ирина Тонева, Александра Савельева, Сати Казанова                  | Фёдор Бондарчук       |
| 2003 | Девушки фабричные                        | Ирина Тонева, Александра Савельева, Сати Казанова                  | Фёдор Бондарчук       |
| 2004 | Рыбка                                    | Ирина Тонева, Александра Савельева, Сати Казанова                  | Глеб Орлов            |
| 2005 | За горизонт (ft. Иванушки International) | Ирина Тонева, Александра Савельева, Сати Казанова                  | Глеб Орлов            |
| 2005 | Не виноватая я                           | Ирина Тонева, Александра Савельева, Сати Казанова                  | Фёдор Бондарчук       |
| 2006 | Романтика                                | Ирина Тонева, Александра Савельева, Сати Казанова                  | Виктор Придувалов     |
| 2007 | Зажигают огоньки                         | Ирина Тонева, Александра Савельева, Сати Казанова                  | Владимир Якименко     |
| 2008 | Мы такие разные                          | Ирина Тонева, Александра Савельева, Сати Казанова                  | Фёдор Бондарчук       |
| 2010 | Али-Баба                                 | Ирина Тонева, Александра Савельева, Екатерина Ли                   | Марат Адельшин        |
| 2010 | Я тебя зацелую                           | Ирина Тонева, Александра Савельева, Екатерина Ли                   | Евгений Курицын       |
| 2011 | Остановки                                | Ирина Тонева, Александра Савельева, Екатерина Ли                   | Евгений Курицын       |
| 2012 | Она — это я                              | Ирина Тонева, Александра Савельева, Екатерина Ли                   | Алан Бадоев           |
| 2012 | Фильмы о любви                           | Ирина Тонева, Александра Савельева, Екатерина Ли                   | Александр Селивёрстов |
| 2013 | Не родись красивой                       | Ирина Тонева, Александра Савельева, Екатерина Ли                   | Марат Адельшин        |
| 2015 | Секрет                                   | Ирина Тонева, Александра Савельева, Александра Попова              | Марат Адельшин        |
| 2016 | А я за тобой                             | Ирина Тонева, Александра Савельева, Александра Попова              | Дмитрий Загладько     |
| 2017 | Полюбила                                 | Ирина Тонева, Александра Савельева, Александра Попова              | Кирилл Сафонов        |
| 2017 | Бабочки                                  | Ирина Тонева, Александра Савельева, Александра Попова              | Марат Адельшин        |
| 2018 | Вова Вова                                | Ирина Тонева, Александра Савельева, Александра Попова              | Марк Горобец          |
| 2018 | Могла как могла                          | Ирина Тонева, Александра Савельева, Александра Попова              | Сергей Грей           |
| 2019 | По мосту (ft. Любэ)                      | Ирина Тонева, Александра Савельева, Александра Попова              | Олег Асадулин         |
| 2020 | Мама молодая                             | Ирина Тонева, Александра Попова, Мария Гончарук                    | Валентин Гросу        |
| 2020 | Позвони, будь посмелей                   | Ирина Тонева, Александра Попова, Мария Гончарук                    | Валентин Гросу        |
| 2020 | Кабы я была (ft. Гоша Куценко)           | Ирина Тонева, Александра Попова, Мария Гончарук                    | Михаил Поляков        |
| 2023 | Да здравствует Россия                    | Ирина Тонева, Валерия Девятова, Екатерина Москалева                |                       |
| 2023 | Дурочка-любовь (ft. Helen Yes)           | Ирина Тонева, Валерия Девятова, Екатерина Москалева                | Сергей Грей           |
| 2024 | Любовь-карусель                          | Ирина Тонева, Валерия Девятова, Екатерина Москалева                | Дарья Набокова        |

## Награды
- 2003 — «Золотой граммофон» за песню «Про любовь»
- 2003 — «Песня года» за песню «Про любовь»
- 2003 — «Стопудовый хит» за песню «Про любовь»
- 2003 — «Песня года» за песню «Девушки фабричные»
- 2004 — «Золотой граммофон» за песню «Лёлик»
- 2005 — звание «Поп-группа года» от Glamour
- 2006 — «Золотой граммофон» за песню «Не виноватая я»
- 2007 — «Золотой граммофон» за песню «Зажигают огоньки»
- 2007 — «Песня года» за песню «Зажигают огоньки»
- 2014 — «Золотой граммофон» за песню «Не родись красивой»
- 2015 — «Золотой граммофон» за песню «Лёлик»
- 2020 — «Persona Awards» за песню «Мама Молодая»
- 2020 — «Звёзды Дорожного Радио» за песню «Мама Молодая»
- 2020 — «Песня года» за песню «Мама Молодая»
- 2020 — «Песня года» за песню «Позвони, будь посмелей»
- 2021 — «Песня года» за песню «Кабы я была»

## Комментарии
1. 1 2  Некоторые песни группы стилизованы под русские народные: «Ой, мама, я влюбилась», «Девушки фабричные» и др.